# Кьюза
Кьюза (итал. Chiusa) — коммуна в Италии, располагается в регионе Трентино — Альто-Адидже, в провинции Больцано.
Население составляет 5031 человек (2008 г.), плотность населения составляет 98 чел./км². Занимает площадь 51 км². Почтовый индекс — 39043. Телефонный код — 0472.
Покровителем населённого пункта считается святой Андрей. Праздник города отмечается 30 ноября.

## Демография
Динамика населения:

## Администрация коммуны
- Официальный сайт: http://www.comune.chiusa.bz.it